# Heiltz-le-Hutier
Heiltz-le-Hutier [ɛls lə ytje] est une commune française, située dans le département de la Marne en région Grand Est.

## Géographie

### Localisation
Heiltz-le-Hutier se trouve au sud-est du département de la Marne, en région Grand Est, à la limite avec le département de la Haute-Marne. La commune appartient à la région agricole du Perthois.
La commune de Heiltz-le-Hutier s'étend sur une superficie de 1 084 hectares. Sur son territoire, l'altitude varie de 120 à 138 mètres. Elle est la plus basse au sud de la commune traversé par l'Orconté, entre 120 et 130 mètres, et plus élevée au nord, dépassant 130 mètres. Le village se trouve au centre de la commune tandis que son seul hameau, le Tronc, est situé à au sud-est. La route nationale 4 marque la frontière sud de la commune avec Orconte.
Par la route, Heiltz-le-Hutier se situe à 48 km de Châlons-en-Champagne, préfecture de la Marne, à 40 km de Bar-le-Duc, préfecture de la Meuse, à 20 km de Saint-Dizier, principale ville de la Haute-Marne, à 16 km de Vitry-le-François, sa sous-préfecture de rattachement, et à 18 km de Sermaize-les-Bains, bureau centralisateur du canton de Sermaize-les-Bains dont dépend Heiltz-le-Hutier depuis 2015. La commune fait en outre partie du bassin de vie de Vitry-le-François.
Heiltz-le-Hutier est limitrophe de 6 communes :
| Haussignémont        | Scrupt           |                     |
| Thiéblemont-Farémont | Heiltz-le-Hutier | Saint-Vrain         |
|                      | Orconte          | Perthes Haute-Marne |

### Hydrographie
La commune est dans la région hydrographique « la Seine de sa source au confluent de l'Oise (exclu) » au sein du bassin Seine-Normandie. Elle est drainée par l'Orconté, la Censière, le Fossé des Noues, la Fontaine aux Musaillers, le canal 01 de la Pièce Saint-Vrain, le canal 01 des Fraises, le canal 01 du Pré Ardent, le cours d'eau 01 de l'Annel, le Fossé 01 de la Chalonne et le Fossé de Gercourt,.
L'Orconté, d'une longueur de 31 km, prend sa source dans la commune de Trois-Fontaines-l'Abbaye et se jette  dans la Marne à Frignicourt, après avoir traversé onze communes. 
La Censière, d'une longueur de 12 km, prend sa source dans la commune de Vouillers et se jette  dans l'Orconté à Orconte, après avoir traversé quatre communes. 

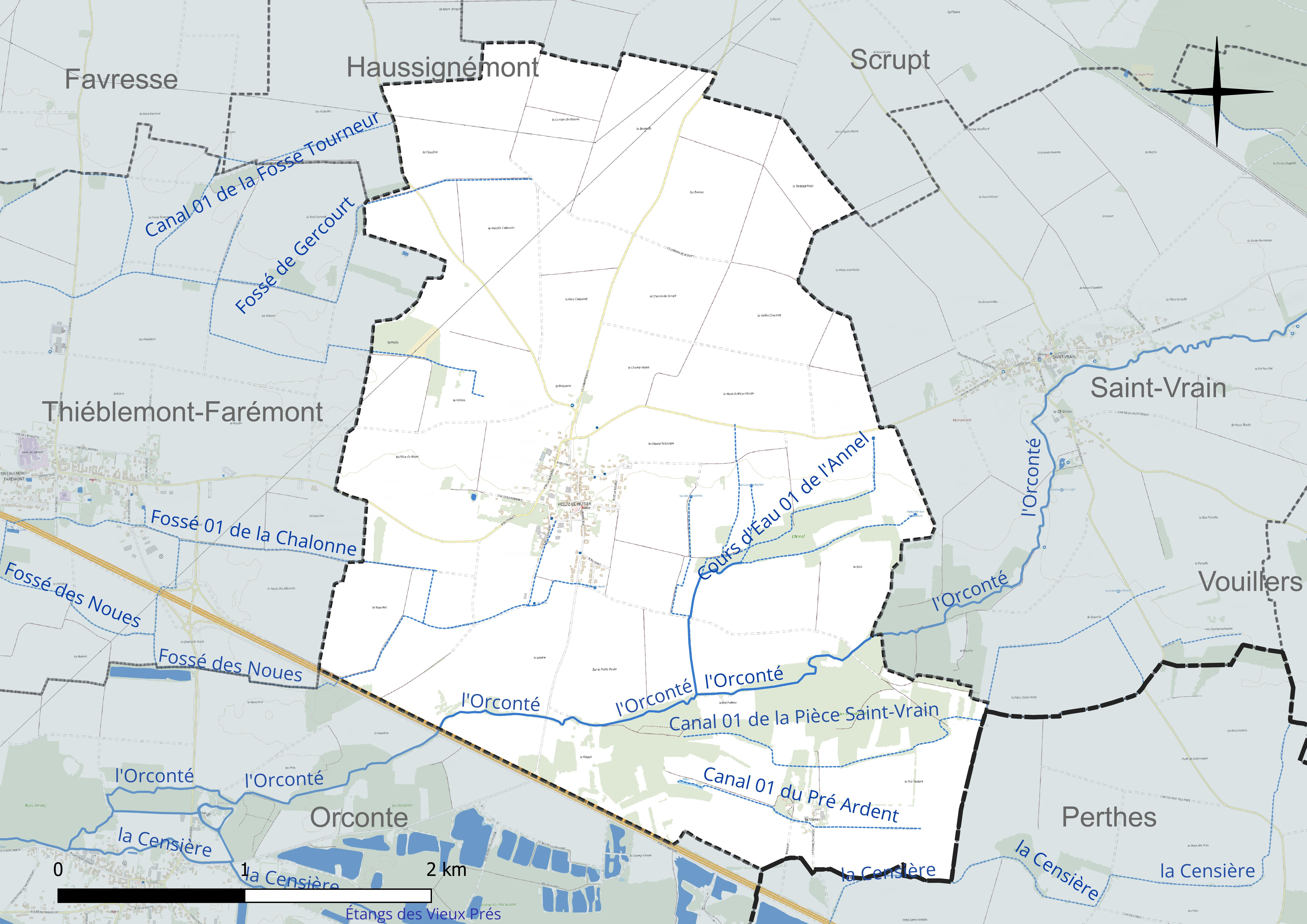
Réseau hydrographique d'Heiltz-le-Hutier.

### Climat
Pour des articles plus généraux, voir Climat du Grand Est et Climat de la Marne.
En 2010, le climat de la commune est de type climat des marges montargnardes, selon une étude du Centre national de la recherche scientifique s'appuyant sur une série de données couvrant la période 1971-2000. En 2020, Météo-France publie une typologie des climats de la France métropolitaine dans laquelle la commune est exposée à un climat océanique altéré et est dans une zone de transition entre les régions climatiques « Nord-est du bassin Parisien » et « Lorraine, plateau de Langres, Morvan ». 
Pour la période 1971-2000, la température annuelle moyenne est de 10,4 °C, avec une amplitude thermique annuelle de 16,1 °C. Le cumul annuel moyen de précipitations est de 785 mm, avec 12,4 jours de précipitations en janvier et 8,7 jours en juillet. Pour la période 1991-2020, la température moyenne annuelle observée sur la station météorologique de Météo-France la plus proche, « Frignicourt », sur la commune de Frignicourt à 13 km à vol d'oiseau, est de 11,5 °C et le cumul annuel moyen de précipitations est de 694,6 mm. 
La température maximale relevée sur cette station est de 41,7 °C, atteinte le 25 juillet 2019 ; la température minimale est de −22 °C, atteinte le 9 janvier 1985,,. 
Les paramètres climatiques de la commune ont été estimés pour le milieu du siècle (2041-2070) selon différents scénarios d'émission de gaz à effet de serre à partir des nouvelles projections climatiques de référence DRIAS-2020. Ils sont consultables sur un site dédié publié par Météo-France en novembre 2022.

## Urbanisme

### Typologie
Au 1er janvier 2024, Heiltz-le-Hutier est catégorisée commune rurale à habitat dispersé, selon la nouvelle grille communale de densité à sept niveaux définie par l'Insee en 2022.
Elle est située hors unité urbaine. Par ailleurs la commune fait partie de l'aire d'attraction de Saint-Dizier, dont elle est une commune de la couronne,. Cette aire, qui regroupe 72 communes, est catégorisée dans les aires de 50 000 à moins de 200 000 habitants,.

### Occupation des sols
L'occupation des sols de la commune, telle qu'elle ressort de la base de données européenne d’occupation biophysique des sols Corine Land Cover (CLC), est marquée par l'importance des territoires agricoles (86,7 % en 2018), en diminution par rapport à 1990 (90,2 %). La répartition détaillée en 2018 est la suivante : 
terres arables (80,4 %), forêts (9,8 %), prairies (3,6 %), zones urbanisées (3,5 %), zones agricoles hétérogènes (2,6 %). L'évolution de l’occupation des sols de la commune et de ses infrastructures peut être observée sur les différentes représentations cartographiques du territoire : la carte de Cassini (XVIIIe siècle), la carte d'état-major (1820-1866) et les cartes ou photos aériennes de l'IGN pour la période actuelle (1950 à aujourd'hui).

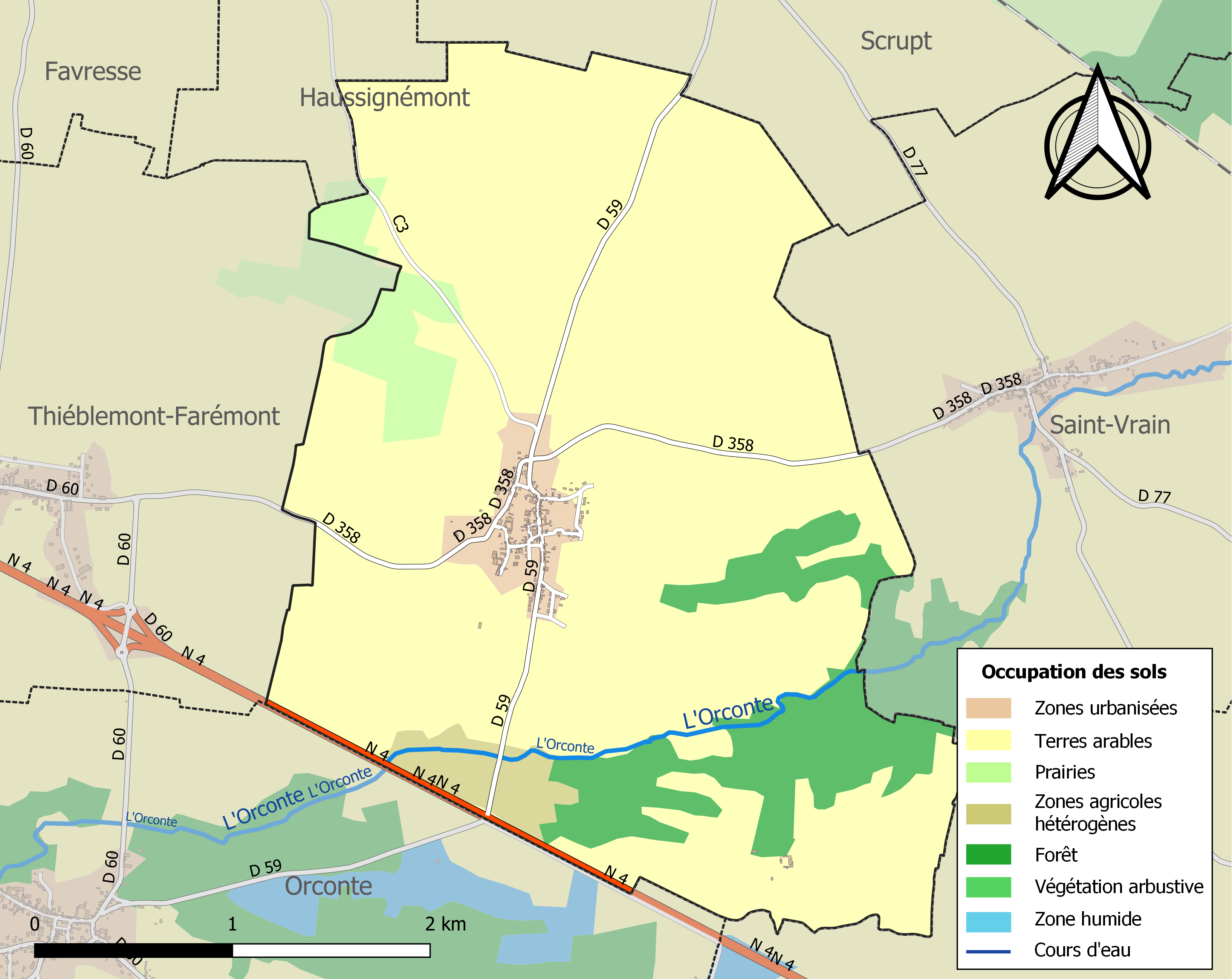
Carte des infrastructures et de l'occupation des sols de la commune en 2018 (CLC).

## Toponymie
Le nom de la localité est attesté sous les formes : Hes (1135) ; Heis (1163) ; Altare de Hery, - lisez Heix (1187) ; Hesum Witeri (1218) ; Hes l'Uitier (1232) ; Heis le Witier (1236) ; Hasum Witeri (1248) ; Hesum le Wuitier, Hex le Wuitier (vers 1252) ; Hez le Vitier (1269) ; Hez le Vetier (vers 1274) ; Heiz le Withier (1302) ; Heiz l'Uytier (1341) ; Hez le Huitier (1343) ; Hesium Uteri (1405) ; Haye l'Uytier (1464) ; Heys l'Uytier (1464) ; Heis l'Uitiez (1466) ; Heiz l'Uitier (1508) ; Hezium Uteri (1542) ; Heez (1615) ; Heiltz-Luitier (1618) ; Heilutier (1651) ; Hélutier (1656) ; Heiltz-le-Huttier (1693) ; Heitz-Luthier (XVIIIe siècle). Jusqu’au début du XIXe siècle, le nom de la commune s’écrivait Haye-Luthier ou Helutier.
Heiltz, prononcé « el », est présent dans trois communes en Champagne : Heiltz-l'Évêque, Heiltz-le-Maurupt et Heiltz-le-Hutier. Il provient du germanique heisi (heis) au sens de « broussailles ». Heister en ancienne langue allemande signifierait « taillis » ou « bien boisé », il est possible que le même étymon soit à l'origine du mot hallot, nom local du chêne têtard, qui est associé à des toponymes en Normandie et en Picardie, que l’on retrouve notamment aux Hallots (Croixdalle, Seine-Maritime), au Bois du Hallot (Civières, Eure) ou encore à Sous les Hallots (Autheux, Somme).
Le complément -le-Hutier résulterait de l’altération d’un nom de personne d’origine germanique, Withari, construit à partir de la base anthroponymique germanique Wid-.

## Politique et administration

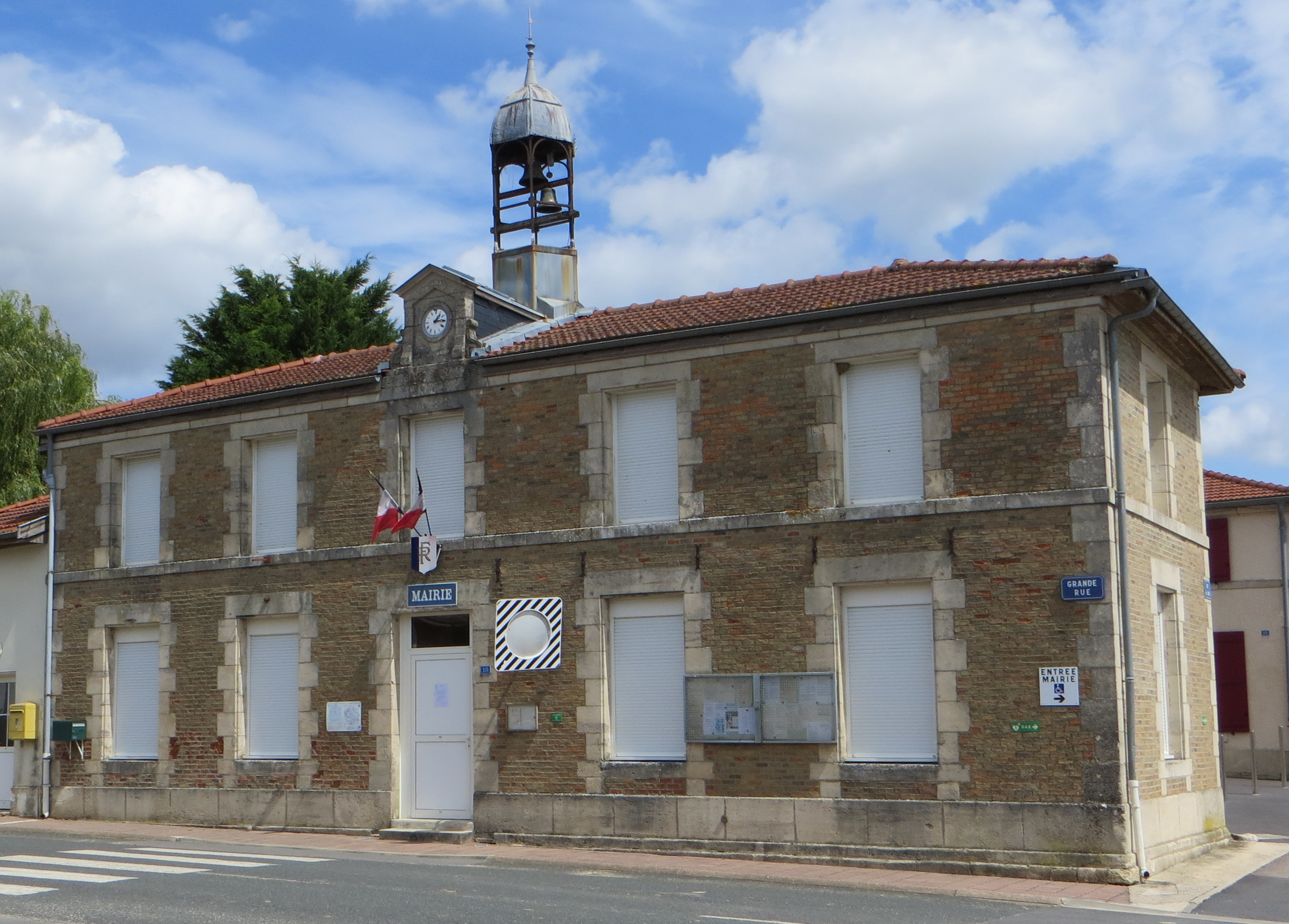
La mairie.

### Intercommunalité
La commune, antérieurement membre de la communauté de communes du Perthois, est membre, depuis le 1er janvier 2014, de la communauté de communes Perthois-Bocage et Der.
En effet, conformément aux prévisions du schéma départemental de coopération intercommunale (SDCI) de la Marne du 15 décembre 2011, trois petites communautés de communes préexistantes :  
- la  communauté de communes du Bocage Champenois ;
- la communauté de communes Marne et Orconte ;
- la communauté de communes du Perthois  ;
ont fusionné pour créer la nouvelle communauté de communes Perthois-Bocage et Der, à laquelle se sont également jointes une commune détachée de la  communauté de communes de Val de Bruxenelle (Favresse) et la commune isolée de Gigny-Bussy.

### Liste des maires
| Période                                  | Période   | Identité       | Étiquette | Qualité |
| ---------------------------------------- | --------- | -------------- | --------- | --- |
| Les données manquantes sont à compléter. |           |                |           | |
|                                          | 1878      | Oudinot        |           | |
| 1879                                     |           | Hainchelin     |           | |
| mars 2001                                | mars 2008 | André Odinot   | DVG       | |
| mars 2008                                | mai 2020  | Bruno Botella  | DVG       | Enseignant universitaire Conseiller général de Thiéblemont-Farémont (2011 → 2015) Vice-président de la CC Perthois-Bocage et Der (2014 → 2015) Réélu pour le mandat 2014-2020 |
| mai 2020                                 | En cours  | Corinne Gérard |           | |

## Équipements et services publics

### Eau et déchets
Le service public des déchets est assuré par le Syndicat mixte du Sud-Est Marnais (SYMSEM), qui a mis en place une redevance incitative. La collecte des ordures ménagères résiduelles (en bacs noirs pucés ou en sacs rouges prépayés) et des emballages ménagers recyclables (en sacs jaunes) est réalisée en porte à porte. Le SYMSEM adhérant au syndicat de valorisation des ordures ménagères de la Marne (SYVALOM), ces déchets sont amenés en centre de transfert à Sainte-Menehould ou Vitry-en-Perthois, puis valorisés sur le site de La Veuve. La collecte du verre se fait en apport volontaire, avant transformation dans une usine de Reims. Pour les déchets volumineux ou dangereux, le SYMSEM met à disposition de ses habitants une plateforme de déchets verts et gravats, à Saint-Amand-sur-Fion, ainsi que 12 déchèteries, à Arrigny, Courtisols, Givry-en-Argonne, Mairy-sur-Marne, Pargny-sur-Saulx, Pogny, Sainte-Menehould, Thiéblemont-Farémont, Valmy, Vanault-les-Dames, Villers-en-Argonne et Ville-sur-Tourbe.

## Démographie
L'évolution du nombre d'habitants est connue à travers les recensements de la population effectués dans la commune depuis 1793. Pour les communes de moins de 10 000 habitants, une enquête de recensement portant sur toute la population est réalisée tous les cinq ans, les populations de référence des années intermédiaires étant quant à elles estimées par interpolation ou extrapolation. Pour la commune, le premier recensement exhaustif entrant dans le cadre du nouveau dispositif a été réalisé en 2008.

En 2022, la commune comptait 235 habitants, en stagnation par rapport à 2016 (Marne : −1,19 %, France hors Mayotte : +2,11 %).
| 1793 | 1800 | 1806 | 1821 | 1831 | 1836 | 1841 | 1846 | 1851 |
| ---- | ---- | ---- | ---- | ---- | ---- | ---- | ---- | ---- |
| 274  | 311  | 305  | 258  | 242  | 248  | 268  | 305  | 317  |

| 1856 | 1861 | 1866 | 1872 | 1876 | 1881 | 1886 | 1891 | 1896 |
| ---- | ---- | ---- | ---- | ---- | ---- | ---- | ---- | ---- |
| 303  | 299  | 270  | 271  | 264  | 238  | 221  | 230  | 225  |

| 1901 | 1906 | 1911 | 1921 | 1926 | 1931 | 1936 | 1946 | 1954 |
| ---- | ---- | ---- | ---- | ---- | ---- | ---- | ---- | ---- |
| 222  | 239  | 213  | 198  | 191  | 216  | 181  | 148  | 159  |

| 1962 | 1968 | 1975 | 1982 | 1990 | 1999 | 2006 | 2008 | 2013 |
| ---- | ---- | ---- | ---- | ---- | ---- | ---- | ---- | ---- |
| 169  | 163  | 127  | 122  | 138  | 145  | 188  | 200  | 231  |

| 2018 | 2022 | - | - | - | - | - | - | - |
| ---- | ---- | - | - | - | - | - | - | - |
| 233  | 235  | - | - | - | - | - | - | - |

## Culture locale et patrimoine

### Lieux et monuments

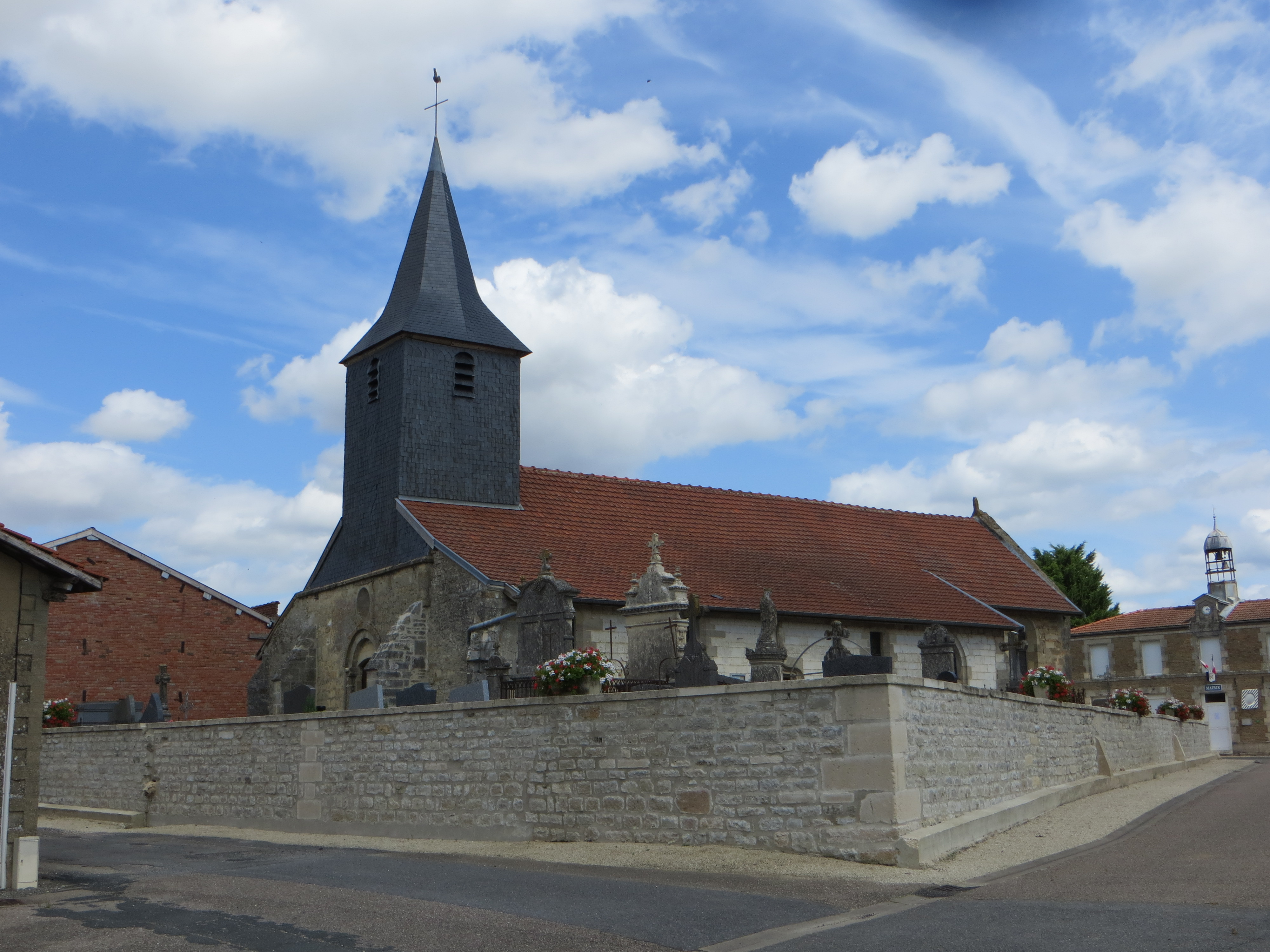
L'église Saint-Remi.

- L'église Saint-Remi

### Héraldique
| Armes de Heiltz-le-Hutier | Les armes de la commune se blasonnent ainsi : de contre-vair à la croix ancrée d'or. |

### Personnalités liées à la commune
- Jean-Pierre Colin (1937-2020), natif de Neuves-Maisons (54), agrégé de Droit Public, professeur de Sciences-Politiques, professeur de Droit International, recteur de la Faculté de Droit de Reims, consultant auprès d'organismes internationaux, bras droit de Jack Lang au ministère de la Culture, écrivain, journaliste et comédien, a passé les vingt dernières années de sa vie dans la commune.[réf. nécessaire]

## Sources